# Rhamdioglanis transfasciatus
Rhamdioglanis transfasciatus är en fiskart som beskrevs av Miranda Ribeiro, 1908. Rhamdioglanis transfasciatus ingår i släktet Rhamdioglanis och familjen Heptapteridae. Inga underarter finns listade i Catalogue of Life.